# واپرزدورف
واپرزدورف (به آلمانی: Weppersdorf) یک منطقهٔ مسکونی در اتریش است که در ناحیه اوبرپولندورف واقع شده‌است. واپرزدورف ۱٬۷۵۴ نفر جمعیت دارد.